# Луїза Вальдек-Пірмонтська
Луїза Вальдек-Пірмонтська (нім. Luise von Waldeck-Pyrmont, 29 січня 1751 — 28 травня 1817) — вальдекська принцеса з дому Вальдеків, донька князя Вальдек-Пірмонту Карла Августа Фрідріха та принцеси Пфальц-Цвайбрюкенської Крістіани Генрієтти, дружина князя Нассау-Узінгену Фрідріха Августа, який у 1806 році став герцогом Нассау.

## Біографія
Народилась 29 січня 1751 року в Арользенському замку. Була шостою дитиною та другою донькою в родині князя Вальдек-Пірмонту Карла Августа Фрідріха та його дружини Крістіани Генрієтти Пфальц-Цвайбрюкенської. Мала старшу сестру Кароліну та братів Карла, Фрідріха, Крістіана та Георга й молодшого брата Людвіга.
Втратила батька у 12-річному віці. Матір більше не одружувалася. До 1766 року виконувала обов'язки регентки країни. Відома як високоосвічена жінка, вона полюбляла мистецтво та мала велику бібліотеку.
У 24 років стала дружиною 37-річного принца Нассау-Узінгенського Фрідріха Августа. Вінчання пройшло 9 червня 1775 року в Арользені. Оселилися молодята у Принценпале в Узінгені. У них народилося семеро дітей.
У 1803 році Фрідріх Август став князем Нассау-Узінгену, і сімейство переїхало до замку Бібріх. Їхній двір був відомий своєю життєрадісністю та гостинністю. У 1806 році утворилося єдине герцогство Нассау, яке очолили Фрідріх Август та Фрідріх Вільгельм Нассау-Вайльбурзький.
Чоловік Луїзи пішов з життя у березні 1816 року. Вона пережила його на рік і померла 28 травня 1817 року у Франкфурті. Була похована у князівській крипті у кірсі Святого Лаврентія в Узінгені.

## Родина
Чоловік —  Фрідріх Август
Діти:

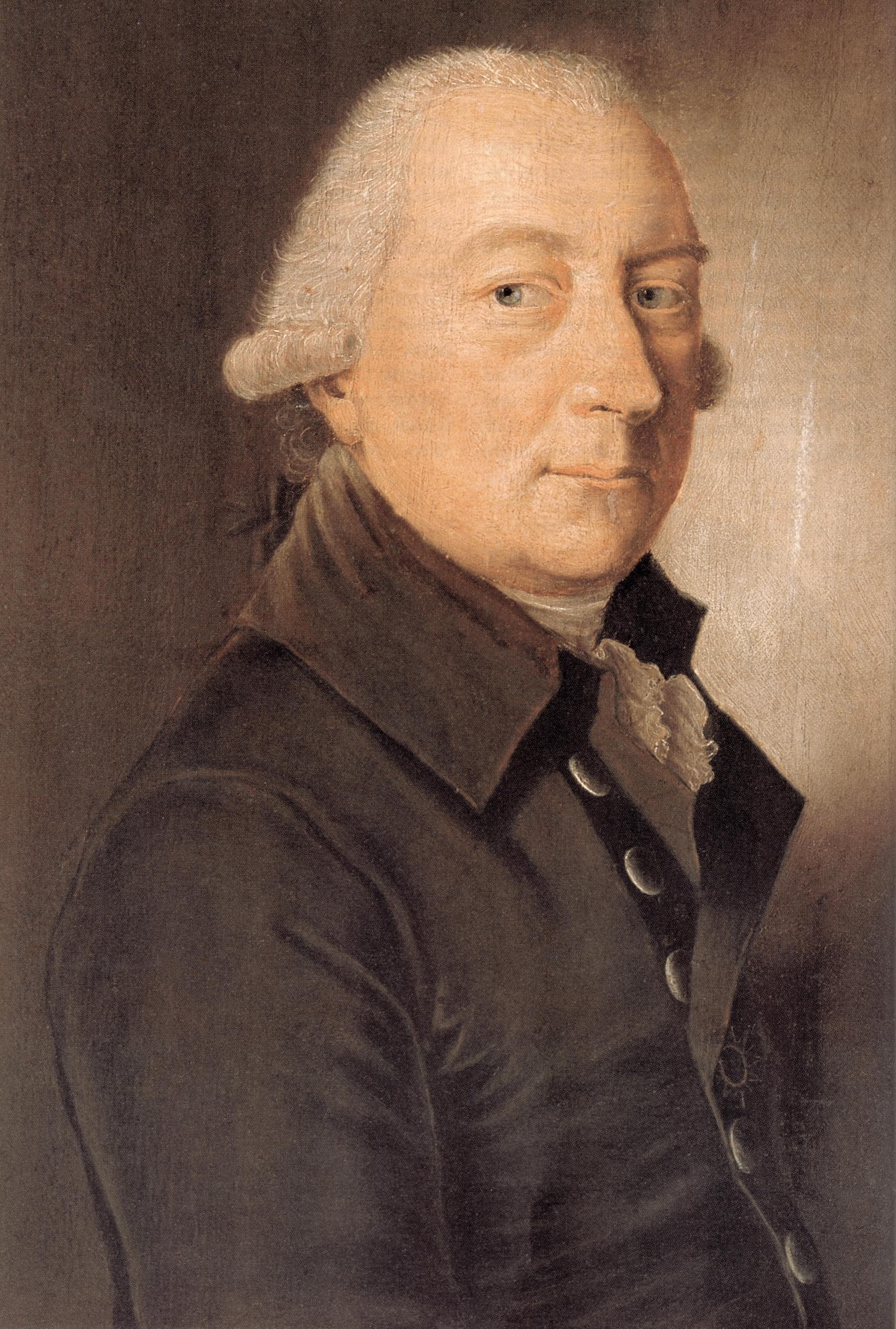
Портрет Фрідріха Августа пензля невідомого майстра

- Крістіана Луїза (1776—1829) — дружина баденського принца Фрідріха, дітей не мала;
- Кароліна Фредеріка (1777—1821) — дружина князя Ангальт-Кьотену Августа Крістіана, дітей не мала;
- Августа (1778—1846) — була двічі одруженою, дітей не мала;
- Фрідріх Вільгельм (30 липня—18 серпня) — прожив 3 тижні;
- Луїза Марія (1782—1812) — одружена не була, дітей не мала;
- Фредеріка Вікторія (1784—1822) — одружена не була, дітей не мала;
- Фрідріх Карл (17 червня—29 вересня 1787) — прожив 3 місяці.